# 움직임 예측

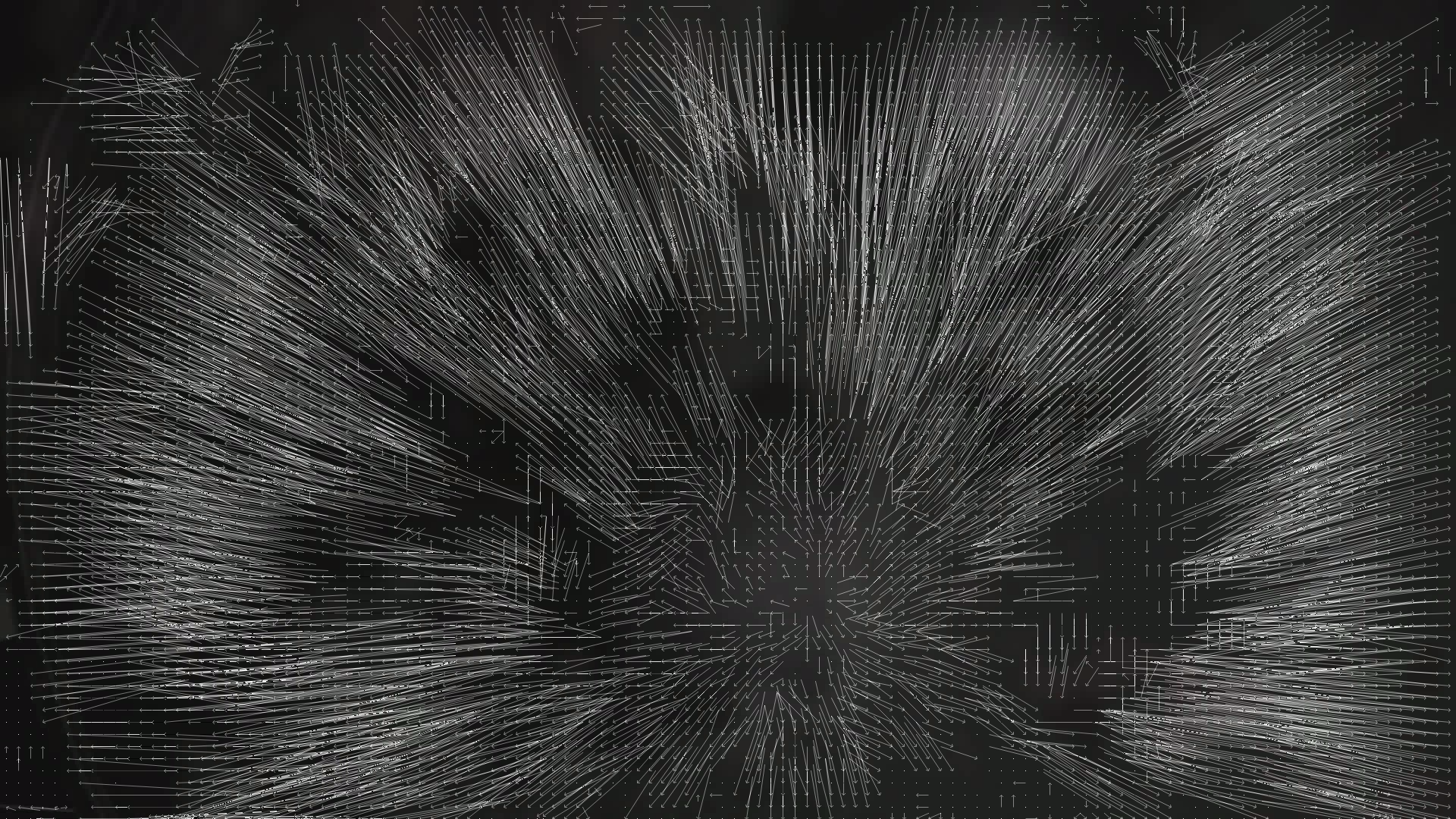
이미지의 z 평면으로의 이동과 오른쪽 아래로의 측면 이동으로 인해 발생하는 모션 벡터이다. 이는 MPEG 영상을 압축하기 위해 수행된 모션 추정을 시각화한 것이다.

움직임 예측(Motion estimation) 또는 모션 추정, 동작 추정은 컴퓨터 비전 및 이미지 처리에서 하나의 2D 이미지에서 다른 이미지로의 변환을 설명하는 모션 벡터를 결정하는 프로세스이다. 일반적으로 비디오 시퀀스의 인접한 프레임에서 발생한다. 움직임은 3차원(3D)에서 발생하지만 이미지는 3D 장면을 2D 평면에 투영하기 때문에 잘못된 문제이다. 모션 벡터는 전체 이미지(전역 모션 추정) 또는 직사각형 블록, 임의 모양의 패치 또는 심지어 화소당과 같은 특정 부분과 관련될 수 있다. 모션 벡터는 병진 모델 또는 3차원 모두의 회전 및 병진 및 확대/축소와 같은 실제 비디오 카메라의 모션을 근사화할 수 있는 다른 많은 모델로 표현될 수 있다.

## 같이 보기
- 움직임 보상
- 그래픽 처리 장치
- 척도 불변 특징 변환